# Rhona Martin
Rhona Howie, coniugata Martin (Irvine, 12 ottobre 1966), è un'ex giocatrice di curling britannica.

## Biografia
Partecipò all'età di 35 anni ai XIX Giochi olimpici invernali edizione disputata a Salt Lake City (Stati Uniti d'America) nel 2002, riuscendo ad ottenere la medaglia d'oro nella squadra britannica con le connazionali Fiona MacDonald, Debbie Knox, Margaret Morton e Janice Rankin.
Nell'edizione la nazionale svizzera ottenne la medaglia d'argento, la canadese quella di bronzo.